# Kikinda
Kikinda (cyr. Кикинда, węg. Nagykikinda, rum. Chichinda Mare, słow. Kikinda) – miasto w północnej Serbii, w Wojwodinie, stolica okręgu północnobanackiego, siedziba miasta Kikinda. Leży przy granicy z Rumunią. W 2011 roku liczyło 38 065 mieszkańców.

## Geografia
Miasto znajduje się w północnej części Banatu, w niewielkiej odległości od granicy serbsko-rumuńskiej. Teren płaski, głównie rolniczy. Klimat ciepły umiarkowany. Miejscowości w niedalekiej odległości Kikindy: Mokrin, Iđoš, Bašaid, Bikač, Banatska Topola, Rusko Selo, Novi Kozarci, Banatsko Veliko Selo, Nakovo i Sajan.

## Gospodarka
W mieście rozwinął się przemysł metalowy, maszynowy, chemiczny, tekstylny oraz spożywczy. Znajduje się tu port lotniczy Kikinda.

## Historia
Wykopaliska archeologiczne ujawniły stare osady na terenie dzisiejszego miasta. W 1423 r. miasto wchodziło w skład dóbr Królów Węgierskich jako Nađ Kekenj. W XVIII w. miasto było ośrodkiem dystryktu, a w 1893 r. otrzymuje status wolnego królewskiego miasta. W 1941 r., podczas wojny narodowowyzwoleńczej, ma miejsce organizacja specjalnych grup oporu, w których skład wchodziły partyzantki Kikindy, Mokrinu oraz inne.

## Kultura

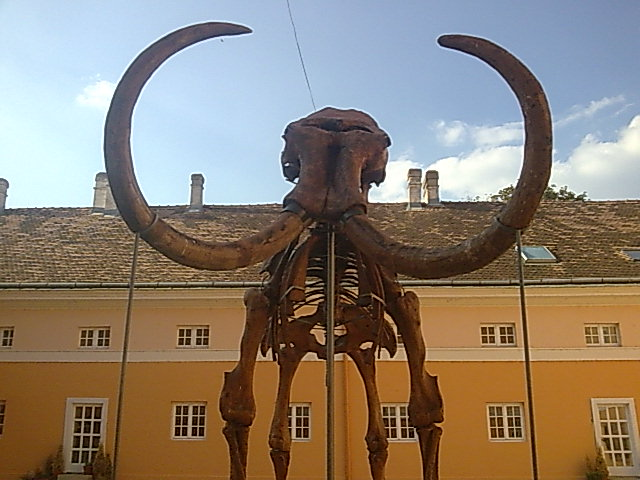
Mamut Kiki

Miasto posiada takie zabytki i obiekty z możliwością zwiedzania, jak: Muzeum Narodowe, Archiwum Historyczne, Prawosławne cerkwie z pracami Teodora Ilića Češljara, budowle z I poł. XIX w., tablica poświęcona pamięci rozstrzelanym partyzantom walczącym o wolność miasta, która znajduje się na dziedzińcu budynku władz, replika mamuta Kiki, którego kości znajdują się w Muzeum. Od roku 1982 istnieje Międzynarodowe Sympozjum Rzeźb Terakotowych Terra, której kolekcja ponad tysiąca rzeźb stanowi unikatową kolekcję nowoczesnej rzeźby terakotowej na świecie.

## Gospodarka
Najbardziej rozwinięty jest sektor budowlany, dzięki rozwojowi produkcji materiałów budowlanych, a także zakłady przetwórstwa spożywczego w rolnictwie. W mieście działa również odlewnia żeliwa i tempery. Dochody przynoszą także centrum rekreacji, miejsca udostępnione do polowań oraz kanał DTD udostępniony dla wędkarstwa.

## Demografia
|  |

## Galeria

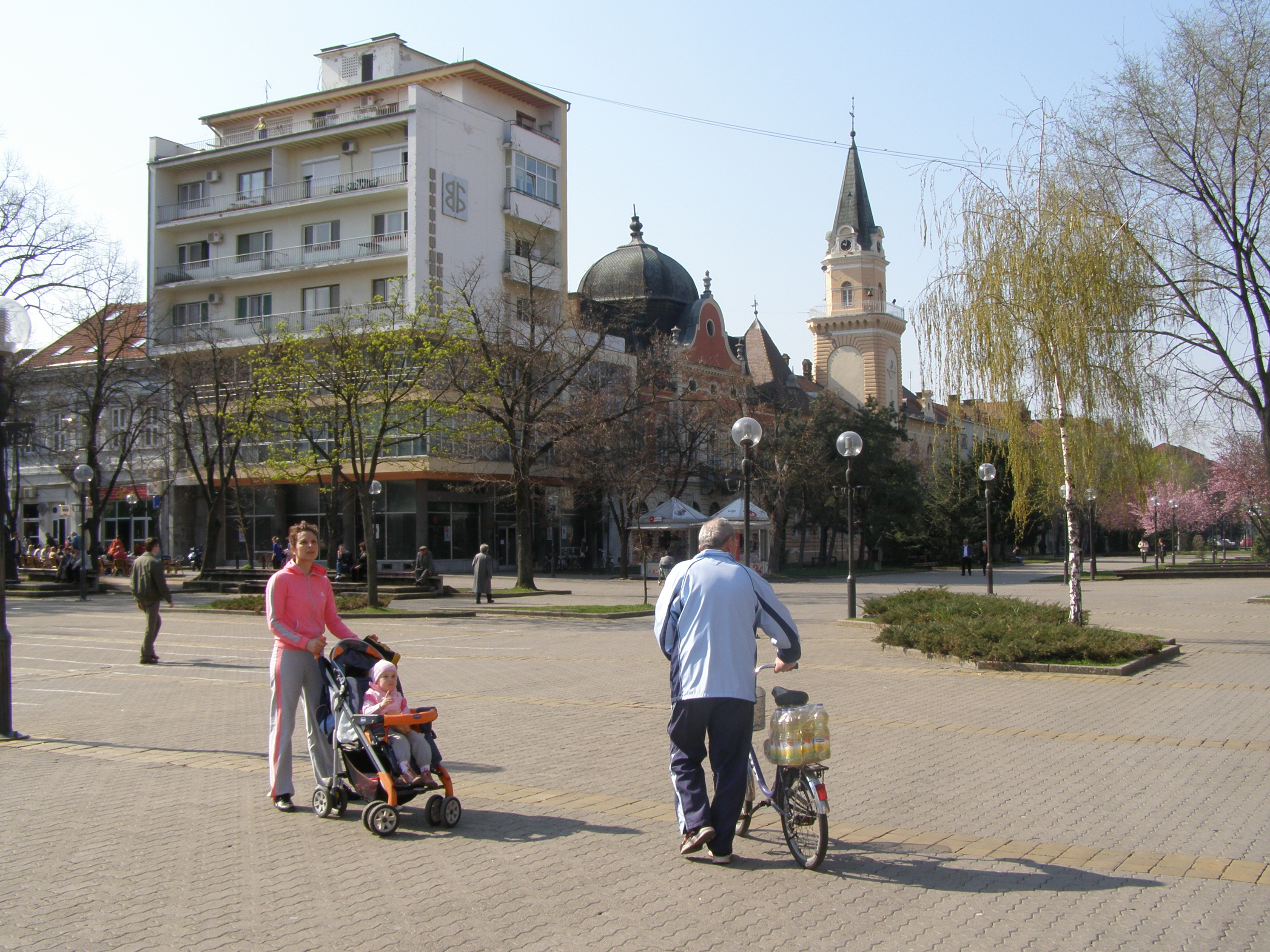
Stary Rynek
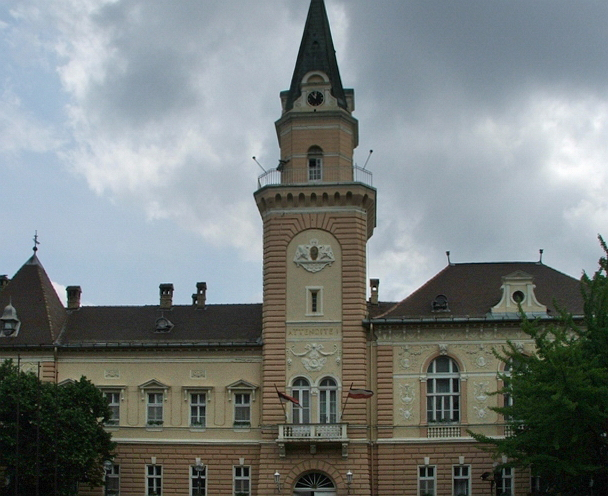
Ratusz
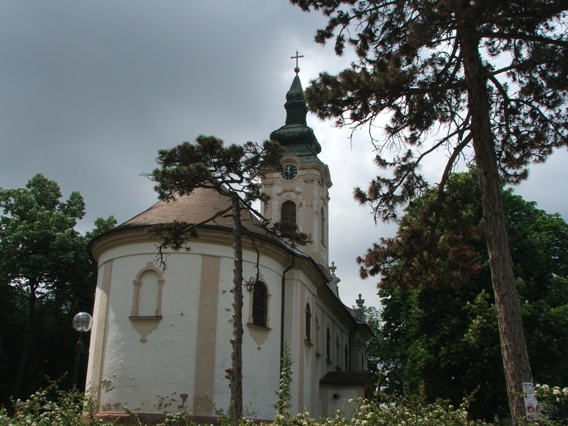
Cerkiew
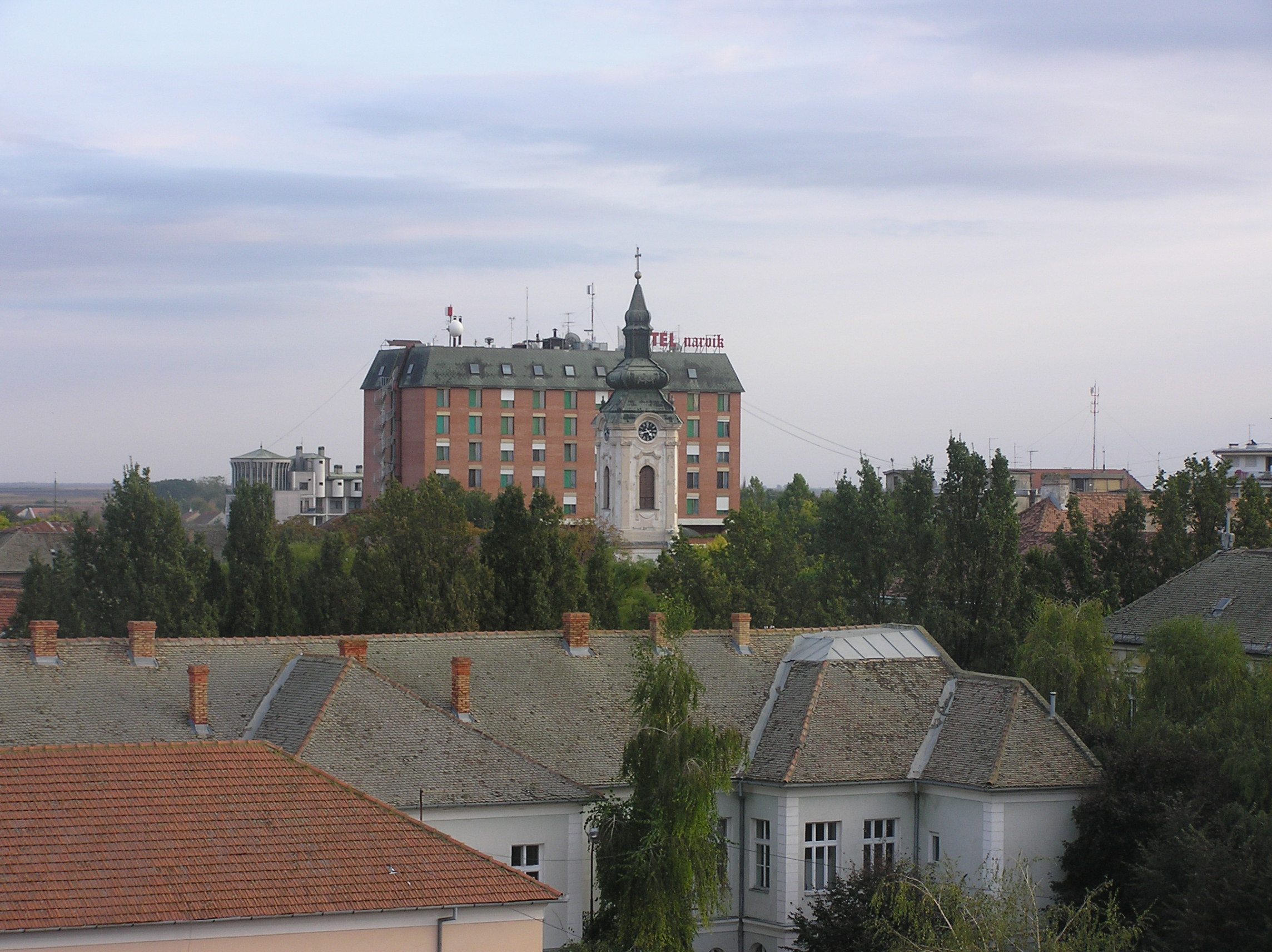
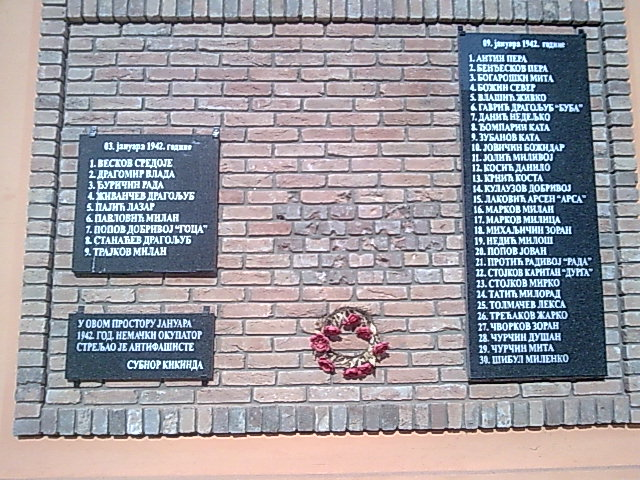
Ściana pamięci

## Miasta partnerskie
- Jimbolia, Rumunia
- Kiskunfélegyháza, Węgry
- Kondoros, Węgry
- Medgidia, Rumunia
- Nagydobos, Węgry
- Narwik, Norwegia
- Nof ha-Galil, Izrael
- Prijedor, Bośnia i Hercegowina
- Silistra, Bułgaria
- Szolnok, Węgry
- Żylina, Słowacja